# Morti nel 1987/Gennaio
| Questa pagina contiene informazioni ricavate automaticamente dalle voci biografiche con l'ausilio del template Bio e di un bot. L'aggiornamento è periodico e automatico e ricostruisce completamente la pagina. Se manca una persona in questa lista, sei pregato di non aggiungerla, ma accertati piuttosto che la sua voce biografica contenga il template Bio e che i dati anagrafici siano correttamente compilati. Se il template Bio manca, inseriscilo tu stesso o, in alternativa, metti l'avviso {{tmp\|Bio}} che ne segnala la mancanza. Se i dati riportati sono sbagliati, correggi direttamente la voce biografica; le modifiche saranno visibili in questa lista entro pochi giorni. Per chiarimenti vedi il progetto biografie. La lista contiene solo le 89 persone che sono citate nell'enciclopedia e per le quali è stato implementato correttamente il template Bio. Pagina aggiornata al 3 mar 2024. |

- 1º gennaio - Antonio Altomonte, scrittore e giornalista italiano (n. 1934)
- 1º gennaio - Mario Scanu, cantante italiano (n. 1910)
- 1º gennaio - Gustavo Teixeira, calciatore portoghese (n. 1908)
- 2 gennaio - Samarandra Chatterjee, pallanuotista indiano (n. 1922)
- 2 gennaio - Hazel Daly, attrice statunitense (n. 1895)
- 2 gennaio - Arthur Gould-Porter, attore inglese (n. 1905)
- 2 gennaio - Armando Silli, scacchista italiano (n. 1917)
- 2 gennaio - Jean de Gribaldy, ciclista su strada e dirigente sportivo francese (n. 1922)
- 3 gennaio - Massimo Grillandi, scrittore, poeta e traduttore italiano (n. 1921)
- 3 gennaio - Rodolfo Kuhn, regista, sceneggiatore e produttore cinematografico argentino (n. 1934)
- 4 gennaio - Grace Williams, attrice statunitense (n. 1894)
- 5 gennaio - Lodovico Maschiella, politico e giornalista italiano (n. 1923)
- 5 gennaio - Geoffrey Mason, bobbista statunitense (n. 1902)
- 5 gennaio - Ambrogio Portalupi, ciclista su strada italiano (n. 1943)
- 5 gennaio - Frank Stack, pattinatore di velocità su ghiaccio canadese (n. 1906)
- 6 gennaio - João Gaspar Simões, critico letterario, saggista e scrittore portoghese (n. 1903)
- 7 gennaio - Jesús Narro, calciatore spagnolo (n. 1922)
- 7 gennaio - Guido Venegoni, politico, sindacalista e partigiano italiano (n. 1919)
- 8 gennaio - Giovanni Ghio, calciatore italiano (n. 1901)
- 8 gennaio - Eric M. Hassberg, compositore di scacchi statunitense (n. 1918)
- 8 gennaio - Ezio Mutti, pittore e scultore italiano (n. 1906)
- 8 gennaio - Gualtiero Zanetti, giornalista italiano (n. 1922)
- 9 gennaio - Arthur Lake, attore statunitense (n. 1905)
- 10 gennaio - Håkan Malmrot, nuotatore svedese (n. 1900)
- 10 gennaio - Arnaldo Rivera, imprenditore e partigiano italiano (n. 1919)
- 10 gennaio - Alfredo Zazo, storico e politico italiano (n. 1888)
- 11 gennaio - Jacques Hérold, pittore rumeno (n. 1910)
- 11 gennaio - Sergej Kurilov, attore sovietico (n. 1914)
- 12 gennaio - Giuseppe Asquini, politico italiano (n. 1901)
- 12 gennaio - André Tassin, calciatore francese (n. 1902)
- 12 gennaio - Ernesto Valentini, psicologo e gesuita italiano (n. 1907)
- 13 gennaio - Vladimir Alekseevič Alatorcev, scacchista sovietico (n. 1909)
- 13 gennaio - Igor' Vladimirovič Il'inskij, attore e regista sovietico (n. 1901)
- 13 gennaio - Solita Salgado, aviatrice e nuotatrice colombiana (n. 1914)
- 13 gennaio - Ettore Zini, allenatore di calcio e calciatore italiano (n. 1907)
- 13 gennaio - Anatolij Vasil'evič Ėfros, regista sovietico (n. 1925)
- 14 gennaio - Lajos Godán, calciatore ungherese (n. 1952)
- 14 gennaio - Douglas Sirk, regista tedesco (n. 1897)
- 14 gennaio - Giusto Tolloy, militare, partigiano e politico italiano (n. 1907)
- 15 gennaio - Ray Bolger, attore statunitense (n. 1904)
- 15 gennaio - Mark Borisovič Mitin, filosofo sovietico (n. 1901)
- 15 gennaio - Aníbal Muñoz Duque, cardinale e arcivescovo cattolico colombiano (n. 1908)
- 16 gennaio - Tommaso Giglio, giornalista, poeta e traduttore italiano (n. 1923)
- 16 gennaio - Rolando Hammer, cestista cileno (n. 1921)
- 16 gennaio - Joyce Jameson, attrice statunitense (n. 1932)
- 16 gennaio - María Dhialma Tiberti, scrittrice argentina (n. 1928)
- 16 gennaio - Earl Wilson, giornalista e scrittore statunitense (n. 1907)
- 17 gennaio - Mario Checcacci, canottiere italiano (n. 1910)
- 17 gennaio - Hugo Fregonese, regista cinematografico, sceneggiatore e giornalista argentino (n. 1908)
- 17 gennaio - Gu Zhutong, generale e politico cinese (n. 1893)
- 17 gennaio - Aldo Perani, calciatore italiano (n. 1907)
- 17 gennaio - Giuseppe Spinelli, politico italiano (n. 1908)
- 18 gennaio - Renato Guttuso, pittore e politico italiano (n. 1911)
- 19 gennaio - Agnellus Andrew, vescovo cattolico scozzese (n. 1908)
- 19 gennaio - Josef Henselmann, scultore tedesco (n. 1898)
- 19 gennaio - Michelangelo Iorio, politico italiano (n. 1906)
- 19 gennaio - Harry Keller, regista, montatore e produttore cinematografico statunitense (n. 1913)
- 19 gennaio - Lawrence Kohlberg, psicologo e filosofo statunitense (n. 1927)
- 21 gennaio - Arrigo Giacomo Camosso, paroliere italiano (n. 1908)
- 21 gennaio - Ikki Kajiwara, fumettista giapponese (n. 1936)
- 22 gennaio - Georges Buchard, schermidore francese (n. 1893)
- 22 gennaio - Budd Dwyer, politico statunitense (n. 1939)
- 22 gennaio - Fabio Metelli, psicologo italiano (n. 1907)
- 23 gennaio - Neo Chwee Kok, nuotatore singaporiano (n. 1931)
- 23 gennaio - Bernhardt J. Hurwood, scrittore statunitense (n. 1926)
- 24 gennaio - Tetsuji Murakami, karateka giapponese (n. 1927)
- 25 gennaio - Mihrişah Sultan, principessa ottomana (n. 1916)
- 25 gennaio - Asim Ferhatović, calciatore jugoslavo (n. 1933)
- 25 gennaio - Samuel G. Fuqua, ammiraglio statunitense (n. 1899)
- 25 gennaio - Sven Lindqvist, calciatore svedese (n. 1903)
- 25 gennaio - Piero Vida, attore italiano (n. 1938)
- 26 gennaio - Charles Wolcott, compositore statunitense (n. 1906)
- 27 gennaio - Norman McLaren, regista scozzese (n. 1914)
- 28 gennaio - Galo Plaza, politico ecuadoriano (n. 1906)
- 28 gennaio - Conrado Portas, calciatore spagnolo (n. 1901)
- 29 gennaio - Pilar di Baviera, principessa tedesca (n. 1891)
- 29 gennaio - Renato Barneschi, scrittore e giornalista italiano (n. 1928)
- 29 gennaio - Carlo Cassola, scrittore, saggista e partigiano italiano (n. 1917)
- 29 gennaio - Emvin Cremona, artista maltese (n. 1919)
- 29 gennaio - Jan Hartong, compositore di scacchi olandese (n. 1902)
- 29 gennaio - Vincent Impellitteri, politico italiano (n. 1900)
- 29 gennaio - Gerhard Klopfer, politico tedesco (n. 1905)
- 29 gennaio - Cosimo Luigi Miccoli, militare italiano (n. 1959)
- 29 gennaio - Hiroaki Zakoji, compositore giapponese (n. 1958)
- 30 gennaio - Cesare Bonacossa, editore e giornalista italiano (n. 1914)
- 30 gennaio - Osvaldo Cagnasso, politico e antifascista italiano (n. 1901)
- 30 gennaio - Giuseppe Ferraris, politico italiano (n. 1903)
- 30 gennaio - Giovanni Battista Semino, pittore e scultore italiano (n. 1912)
- 31 gennaio - Yves Allégret, regista e sceneggiatore francese (n. 1905)